# Giải Quả cầu vàng cho ngôi sao nữ mới trong năm
Giải Quả cầu vàng cho ngôi sao nữ mới trong năm  là một giải Quả cầu vàng dành cho nữ diễn viên mới đạt được cương vị ngôi sao trong năm. Giải này được lập từ năm 1948 và ngừng trao từ năm 1984.

## Các người đoạt giải
- 1948: Lois Maxwell
- 1950: Mercedes McCambridge
- 1952: Pier Angeli
- 1953: Colette Marchand
- 1954: Pat Crowley, Bella Darvi, Barbara Rush
- 1955: Karen Sharpe, Kim Novak, Shirley MacLaine
- 1956: Anita Ekberg, Victoria Shaw, Dana Wynter
- 1957: Carroll Baker, Jayne Mansfield, Natalie Wood
- 1958: Carolyn Jones, Diane Varsi, Sandra Dee
- 1959: Linda Cristal, Susan Kohner, Tina Louise
- 1960: Janet Munro, Tuesday Weld, Angie Dickinson, Stella Stevens
- 1961: Ina Balin, Hayley Mills, Nancy Kwan
- 1962: Ann-Margret, Jane Fonda, Christine Kaufmann
- 1963: Sue Lyon, Patty Duke, Rita Tushingham
- 1964: Tippi Hedren, Elke Sommer, Ursula Andress
- 1965: Mia Farrow, Mary Ann Mobley, Celia Kaye
- 1966: Elizabeth Hartman
- 1967: Jessica Walter
- 1968: Katharine Ross
- 1969: Olivia Hussey
- 1970: Ali MacGraw
- 1971: Carrie Snodgress
- 1972: Twiggy
- 1973: Diana Ross
- 1974: Tatum O'Neal
- 1975: Susan Flannery
- 1976: Marilyn Hassett
- 1977: Jessica Lange
- 1979: Irene Miracle
- 1980: Bette Midler
- 1981: Nastassja Kinski
- 1983: Sandahl Bergman